# Infödd soldat
Infödd soldat (originaltitel: Indigènes) är en fransk drama-krigsfilm från 2006 i regi av Rachid Bouchareb. I rollerna finns bland andra Sami Bouajila, Jamel Debbouze, Samy Naceri, Bernard Blancan och Roschdy Zem.
Filmen, som utspelar sig under andra världskriget handlar om den diskriminering som soldater från Nordafrika utsattes för under kriget av den franska armén. 
Infödd soldat nominerades till en Oscar för Bästa utländska film vid Oscarsgalan 2007. Vid Filmfestivalen i Cannes vann skådespelarensemblen pris som bästa manliga skådespelare. Filmen vann även pris för bästa manus vid Césargalan där den var nominerad till ytterligare åtta priser.
2010 kom en fristående fortsättning till filmen, Outside the Law, som utspelar sig i tiden efter kriget.

## Rollista
- Jamel Debbouze - Saïd Otmari
- Samy Naceri - Yassir
- Roschdy Zem - Messaoud Souni
- Sami Bouajila - Abdelkader
- Bernard Blancan - Sergent Roger Martinez
- Mathieu Simonet - Caporal Leroux
- Assaad Bouab - Larbi
- Benoît Giros - Capitaine Durieux
- Mélanie Laurent - Margueritte village Vosges
- Antoine Chappey - Le colonel
- Aurélie Eltvedt - Irène
- Thomas Langmann - Journalist
- Thibault de Montalembert - Capitaine Martin
- Dioucounda Koma - Touré
- Philippe Beglia - Rambert
- Kalen Bushe - Le 2eme colonel